# یوری رتسپ
یوری رتسپ (استونیایی: Jüri Rätsep; ۳ ژوئیهٔ ۱۹۳۵ – ۱ اوت ۲۰۱۸) سیاستمدار، حقوقدان، قاضی و نماینده مجلس اهل استونی بود.